# Cedusa neodigitata
Cedusa neodigitata är en insektsart som beskrevs av Caldwell 1944. Cedusa neodigitata ingår i släktet Cedusa och familjen Derbidae. Inga underarter finns listade i Catalogue of Life.